# 혼인성사
혼인성사(婚姻聖事)는 가톨릭의 성사 중 하나로, 결혼을 의미한다.

## 개요
가톨릭에서의 결혼은 한 몸을 이루는 거룩한 일이기 때문에, 로마 가톨릭교회에서는 혼인성사, 동방 정교회에서는 결혼성사로 거룩히 여긴다. 다만, 성공회에서는 성사로 인정하지 않고 성사적 예식으로 보며 성공회에서는 이를 혼배예식이라고 한다.

## 교파별 입장

### 로마 가톨릭교회
로마 가톨릭교회에서는 남녀가 모두 세례성사를 거친 신자여야 성사혼이 성립되는데, 주교의 허락을 받아 비신자와 이룬 결혼인 관면혼은 교회법 상으로는 합법이지만 성사혼으로 인정되지는 않는다. 그러나, 추후에 비신자였던 배우자가 합법적으로 로마 가톨릭교회에서 세례성사를 받게 되면 별도의 예식없이 그 혼인 관계가 성사혼으로 인정된다. 그리고 미사 중 혼인성사가 거행될 때의 미사를 혼인미사라고 한다.
혼인성사는 사제가 주례하지만 성사를 집행하는 주체는 신자인 신랑 신부가 상호간에 집행하므로, 비신자일 경우 집행을 유보하는 혼인성사의 관면을 받게 된다. 흔히 관면 혼인이라고 불린다.
어떤 경우라도 주례자와 신랑 신부 간의 교회적 혼인식이 안 이루어지고 부부생활을 하면, 조당에 걸리게 된다 조당에 걸린 이는 각종 성사에 참여가 보류된다.
이런 이는 가톨릭에서 단순유효화를 통해 가톨릭교회에서 혼인예식을 치름으로써, 조당이 해제 된다(만약 비신자측의 반대로 유효화를 할 수 없을 시, 교구법원의 주교대리의 허락을 받아 근본유효화 혼인식을 할 수 있다)

### 성공회
로마 가톨릭교회처럼 남녀가 모두 세례를 받은 신자이어야 하는 것을 원칙으로 하며, 만일 혼인 상대가 비신자인 경우에는 관면혼인 허가를 주교로부터 받아 결혼할 수 있다.

## 같이 보기
- 기독교 평등주의
- 상호보완론
- 종교간 결혼
- 결혼식